# حسبي ربي (أغنية)
حسبي ربي (Hasbi Rabbi) هي الأغنية الثالثة لألبوم أمتي (My Ummah) لسامي يوسف البريطاني، وهذه الأغنية تلقت نجاحاً جماهيرياً كبيراً، كما أنها صُورت في أربع بلاد، إنجلترا والهند وتركيا ومصر.
ويذكر أيضاً بأن إنجاز عمل كحسبي ربي من فنان عالمي كسامي يوسف لم يسبقه إنجازاً في العالم من قبل.

## كلمات الأغنية
بدأ سامي يوسف أغنيته بكلمات إنكليزية يقول فيها:
يا الله، احمني وأرشدني...
ثم يدخل على الهندية، ثم التركية، وأخيرا العربية الذي يقول فيها:
يا رب العالمين، صل على طه الأمين، في كل وقت وحين، املأ قلبي باليقين، ثبتني على هذا الدين، واغفر لي والمسلمين؛ حسبي ربي جل الله، ما في قلبي غير الله، على هادي صلى الله، لا إله إلا الله.
تصنیف: التصنیف هذه الأغنیة جاءت من أغنیه ونشید الافغانی (بیا که بریم به مزار) التی تقول «تعالی نذهب الی مزار (مدینه مزار شریف فی شمال أفغانستان)».

## وصلات خارجية
- موقع سامي يوسف